# Военная экспедиция Абхазова в Ингушетию
Военная экспедиция Абхазова в Ингушетию — военная операция Отдельного Кавказского корпуса в Ингушетию, которая была проведена в июле 1830 года в период Кавказской войны.
Целями экспедиции были «устрашение» и «приведение в повиновение» живших в ущелье Ассы ингушей, которые считались российской администрацией крайне «неспокойными». Российский отряд под командованием И. Н. Абхазова, разделённый на две колонны, прошёлся по ущельям Джераха и Ассы, захватывая по пути ингушские сёла, часть из которых — Эбан, Верхний и Нижний Сул, Сулан — были уничтожены. После экспедиции были учреждены окружные суды и введено гражданское устройство в Ингушетии. Абхазов назначил приставом над джераховцами, фяппинцами и хамхинцами (галгаевцами) хорунжего Константинова, а его помощником был назначен поручик Тоу-Султан Дударов.

## Предыстория
Цель экспедиции состояла в том, чтобы «устрашить» и «привести в повиновение» живших в ущелье реки Ассы ингушей, которые считались российской администрацией крайне «неспокойными». С самого начала было предусмотрено ведение военных действий лишь против жителей юго-восточной части Ингушетии, занимавших территорию, расположенную вблизи Военно-Грузинской дороги. Алхонцев, хамхинцев, орстхойцев, живших в северо-восточной Ингушетии и связанных с Чечнёй, наместник Ф. И. Паскевич велел И. Н. Абхазову оставить на время экспедиции в покое, «дабы не встревожить чеченцев».

## Состав
Силы российской армии состояли из двух батальонов Севастопольского пехотного полка, сводного батальона из резерва, двух рот из Кавказских линейных батальонов и двух сотен конных казаков. Отряд также имел восемь пушек, из них четыре горных единорога и четыре ручных мортирки, а «для взрывов башен и каменных саклей» был дополнительно снабжён несколькими вьюками пороха.
Абхазов понимал, что начало экспедиции раскроет свои планы и в отношении Осетии. Осетины же, узнав правду, не станут ждать отряд у себя и нападут на него в тот момент, когда он будет в Ингушетии. Чтобы предотвратить союз ингушей и осетин, Абхазов провёл переговоры с тагаурскими старшинами во Владикавказе, уверяя их, что экспедиция в Осетию после Ингушетии будет «мирной» и, «что российские войска вступят в их земли для приведения к присяге на верноподданство государю императору всех селений Тагаурского ущелья и для устройства гражданского порядка, долженствующего обеспечить взаимные права и собственность». Тагаурские старшины во избежание военных действий в Осетии даже согласились участвовать в экспедиции против ингушей. Старшины считали, что, находясь в отряде Абхазова, они узнают о его истинных намерениях в отношении Осетии, и, в случае опасности, вовремя сообщат о ней в Осетию. Абхазов же видел определённую гарантию нейтралитета в участии в экспедиции осетин, поэтому зачислил в свой отряд сорок осетинских старшин.

## Ход боевых действий
Завершив последние приготовления, 8 июля 1830 года Абхазов с отрядом вышел из Владикавказа и направился в Ингушетию. Отряд был разделён на две колонны. Первая колонна под командованием полковника Плотникова направилась через деревню Абреково в село Бишт. Вторая, возглавляемая Абхазовым, следовала по Военно-Грузинской дороге и должна была войти в Джераховское ущелье. Во время экспедиции обе колонны обязывались поддерживать связь. Кроме того, по приказу генерала С. С. Стрекалова с южной стороны на Ингушетию двигался отряд грузинской милиции, который угрожал ингушам со стороны Гудушаури и отвлекал их от наступления на Абхазова.
9 июля Абхазов перешёл реку Терек и направился в Джераховское ущелье. Появление войск не стало неожиданностью для ингушей. Несмотря на ранний час (четыре часа утра), русские войска были встречены ружейными выстрелами. Ингуши собрались в Фуртоуге и решили обороняться. Абхазов отправил к ним для переговоров находившегося в его отряде ингушского старшину. Последний уверял повстанцев, что Абхазов не намерен разрушать их сёла и пришёл лишь для того, чтобы принять от них присягу на верность Российской империи. Это раскололо повстанцев на два лагеря: жители Фуртоуга настаивали на подчинении Абхазову, а прибывшие из окрестных сёл были за продолжение борьбы. Несогласованность в действиях ослабила сопротивление повстанцев, и когда отряд Абхазова двинулся на Фуртоуг, он смог его легко захватить. Далее русский отряд занял опустевшее село Махан-Кале и расположился там лагерем.
10 июля жители Джераховского ущелья, «добровольно покорившись», присягнули на верность и у них были взяты аманаты (заложники). Из джераховцев присягу не приняла лишь фамилия Льяновых.
11 июля Абхазов уничтожил селение Эбан и далее направился к высотам близ Эбана, где повстанцы приготовились к обороне. Малочисленные силы ингушей не выдержали натиска регулярных войск и были вынуждены прекратить сопротивление. Они явились к Абхазову и, присягнув на верность, предоставили аманатов.
12 июля Абхазов двинулся к селению Гарак, где он принял присягу и аманатов от представителей ингушских сёл, расположенных в средней части реки Армхи.
После окончания действий в Джераховском ущелье Абхазов двинулся к хамхинцам, где уже действовала колонна под начальством капитана Плотникова. 14 июля обе колонны слились в один отряд, расположившийся лагерем около Таргима. Оттуда Абхазов послал в сёла хамхинцев за старшинами, которые приняли присягу и предоставили аманатов. К Абхазову не пришли старшины из Верхних и Нижних Сул, расположенных на берегу реки Ассы, и эти деревни были сожжены, а несколько пленных были казнены шпицрутенами.
Сожжение Сул и иные репрессии устрашили местных жителей, и они явились к Абхазову и «изъявили покорность». Эта покорность, однако, была мнимой: население принимало присягу лишь под страхом физического истребления. Об этом свидетельствует и сам Абхазов:

Хотя мы и принимали выражение покорности и выслушивали заявления в раскаянии и преданности, но всё это сопровождалось какою-то боязнью, тревогою и не отличалось искренностью — может быть, потому, что не было это убеждением населения, а вызывалось нашим давлением и понуждением.
По дороге обратно во Владикавказ отрядом Абхазова было сожжено селение Сулан, жители которого не отправили к нему представителей и отказались выдать аманатов.
18 июля около селения Эбан отряд вновь был встречен ружейными выстрелами. Укрывшись в нескольких боевых башнях, ингуши продолжали сопротивление. Особенно долго держалась одна из башен, которую не удалось взять с помощью пушечного обстрела. Ночью был сделан подкоп и башня с её защитниками была взорвана. Боем в Эбане закончилась экспедиция в Ингушетию. Отряд вернулся из Ингушетии в Ларс 20 июля.

## Последствия
После экспедиции были учреждены окружные суды и введено гражданское устройство в Ингушетии. Абхазов назначил приставом над джераховцами, фяппинцами и хамхинцами хорунжего Константинова, а его помощником был назначен поручик Тоу-Султан Дударов. В 1831 году Константинов был убит жителями Хули, что послужило поводом для очередной карательной экспедиции в горную Ингушетию, который провёл отряд русских войск под командованием барона Г. В. Розена в 1832 году.

## В культуре
- Бою в Эбане посвящена картина Х.-Б. Б. Ахриева — одного из первых ингушских художников — «Защита аула Эбан ингушами в 1830 году». По мнению искусствоведа Б. В. Веймарна, с точки зрения рисунка и световой структуры, композиция этой картины, определённой им как «экспрессивная работа», чрезвычайно дробная. Он добавлял, что внимание зрителя разбрасывается по всей картине и из-за множества фигур он не видит главного — не воспринимает содержания произведения[11].

Князь к тамаде Мургусту,

К славному в горном ауле,

Вестника посылает:

«Слушай, Мургуст старейший!

Милостив белый царь.

Ты покорись бездумно.

Стань под его десницу,

Будешь ты самым первым

Среди царских рабов!»

Старый, в горах известный,

Славный Мургуст ответил:

«Вскормленный сокол в небе,

Не продает свободу,

Царским рабом не станет.

Битву джигитов храбрых,

Бой за свободу нашу

В песнях потомки прославят».
- В исторической поэме Д. Д. Мальсагова «Поток Армхи», написанной в 1934 году, рассказывается о карательной экспедиции Абхазова, в том числе о том, как он разрушал ингушские селения[14].

### На русском языке
- Акиева Х. Творчество и жизнь, как чистый родник // Ингушетия  / Гл. ред.: Ф. А. Борова. — 2010. — 6 апреля (№ 61). — С. 3.
- Блиев М. М. Русско-осетинские отношения (40-е гг. XVIII — 30-е гг. XIX в.) / Ред. В. И. Ларина. — Владикавказ: «Ир», 1970. — 279 с. — 2000 экз.
- Долгиева М. Б., Картоев М. М., Кодзоев Н. Д., Матиев Т. Х. История Ингушетии / Отв. ред. Н. Д. Кодзоев. — 4-е изд. — Ростов н/Д.: Южный издательский дом, 2013. — 600 с. — ISBN 978-5-98864-056-1.
- Мартиросиан Г. К. История Ингушии: Материалы / ИнгНИИ Краеведения. — Орджоникидзе: «Сердало», 1933. — 320 с. — 3000 экз.
- Поэзия Чечено-Ингушетии. — М.: Государственное издательство художественной литературы, 1959. — 278, [2] с.

### На ингушском языке
- Дахкильгов И. А. Гӏалгӏай говзаме литература (1944-ча шеррага кхаччалца) :  [ингуш.] / Гл. ред.: Т. И. Машуков; Рец.: М. Матиев, А. Евлоева. — Нальчик : ГП КБР РПК, 2009. — 608 с. : ил. — 1000 экз. — ISBN 978-5-9996-0018-9.
- Semenov L. P. Vej mexkax jola istoren materialaš guljarax // Govzame joazoš :  [ингуш.] : Литсборник / Ghalghaj Literaturan Juqharal. — Buru : Serdalo—Krajnacizdat, 1931. — С. 36—39. — 51 с. — 1000 экз.